# Річард Бернс
Рі́чард Бернс (англ. Richard Burns; 17 січня 1971, Редінг — 25 листопада 2005) — англійський раллійний гонщик, переможець Чемпіонату світу з ралі (WRC) 2001 року, зайняв другі місця в чемпіонатах 1999 і 2000 років.
Річард пропустив чемпіонат світу 2004 року через госпіталізацію лікування від раку. Не зумівши перемогти хворобу, спортсмен помер в 2005 році.